# Cupule optique

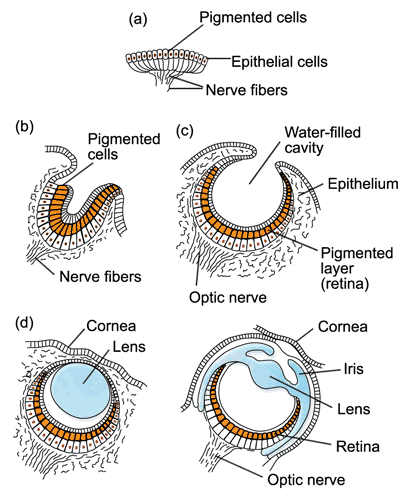
L'évolution de l'œil
Nerve fibers : Nerf
Epithelial cells : Épithélium
Pigmented cells : Rétine
Water-filled cavity : Cavité remplie d'eau
Iris : Iris
Lens : Lentille

Pour les articles homonymes, voir cupule.

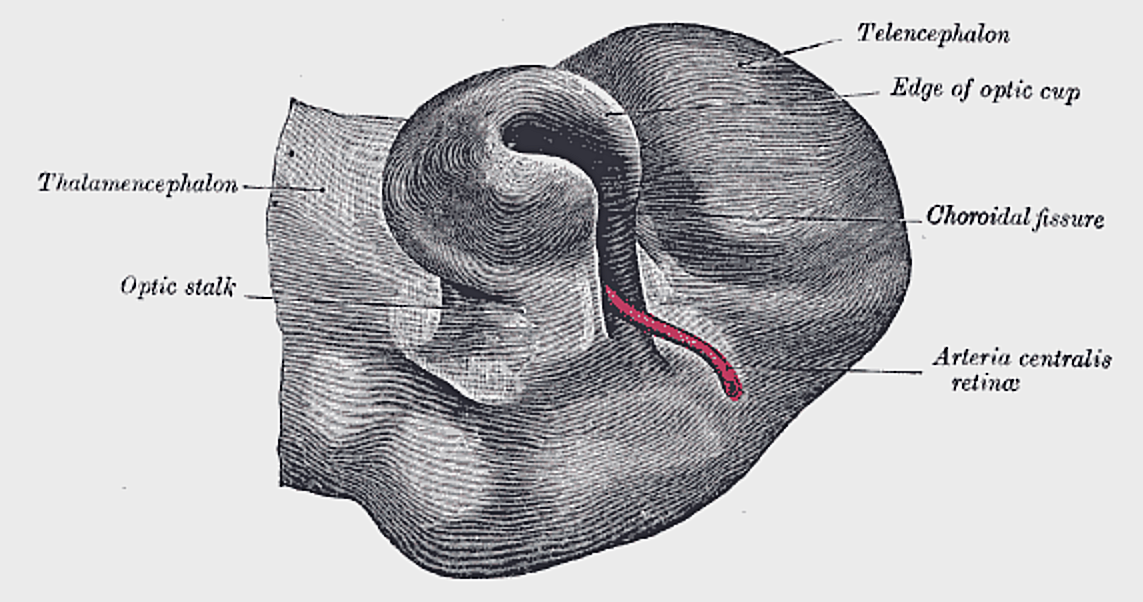
Vésicule optique
Edge of optical cup : Bord de la cupole
Optic stalk : Tige optique
Thalamencephalon : Thalamus
Arteria centralia retinae: Artère centrale de la rétine

La cupule optique ou vésicule optique secondaire, en embryologie, est une invagination en forme de coupe de la vésicule optique au cours de l’embryogénèse. C'est une étape de la formation d'un œil qui débute habituellement chez l’Homme à la fin de 4e semaine du développement embryonnaire.
C'est une structure à deux feuillets, interne et externe, qui se termine par le pédoncule optique. 
Le feuillet externe devient l'épithélium pigmentaire de la rétine, le feuillet interne devient la rétine neuro-sensorielle tandis que le pédoncule optique est colonisé progressivement par des axones produits par des cellules ganglionnaires pour le transformer en nerf optique.
Plusieurs anomalies de développement de l'œil (malformations) sont dues à un problème survenu au niveau de la cupule lors du développement embryonnaire ; par exemple un colobome se forme si la cupule optique de l'embryon ne se ferme pas complètement. Une dysversion papillaire se forme s'il y a fermeture incomplète de la fente embryonnaire de la cupule optique

## Développement

### Formation
La cupule optique se forme après l’apparition de la vésicule optique. Lors de l’évagination de la vésicule optique, composé d'un neuroectoderme. Celle-ci se rapproche de l’ectoderme. Ces deux tissus interagissent, via des signaux moléculaires, provoquant l’épaississement de l’ectoderme (qui aboutit sur la formation du cristallin) et l’invagination de la vésicule optique formant ainsi la cupule optique. L'invagination de la vésicule optique débute chez l'Homme aux alentours de GD28 (Gestation Day 28). 
Les cellules des tissus composant la cupule optique vont alors se développer et maturer, on y retrouve ainsi les cellules la rétine nerveuse (cônes et bâtonnets, cellules horizontales, cellules bipolaires, cellules de Müller, cellules amacrines, cellules ganglionnaires) et les cellules de l’épithélium pigmentaire (rétine pigmentaire), entouré par la choroïde (composé de la lame de Bruch et la lame choriocapillaire).
Au cours de la sixième semaine du développement embryonnaire chez l’Homme, les fibres nerveuses émergentes des cellules ganglionnaires passent à travers du pédicule optique pour rejoindre le cerveau.

### Les signaux moléculaires impliqués
De nombreuses études ont montré que l'acide rétinoïque était requis pour la morphogenèse de la cupule optique.
D’autres publications ont montré que Lhx2 était requis pour la formation de la vésicule optique.
Ces facteurs ont été étudiés chez la souris, et ne reflète pas nécessairement les facteurs de développement des cupules optiques chez l’Homme.

### Pathologies associées à un défaut de développement de la cupule optique
Le développement de la cupule optique est essentiel au développement de l’œil, un défaut dans le développement de celle-ci est à l’origine de nombreuses pathologies comme :
- le colobome : absence de tissu dans la structure oculaire ;
- la microphtalmie : réduction des dimensions du globe oculaire pouvant provoquer la cécité partielle ou totale ;
- le syndrome de la fleur de Liseron.

Lors du développement embryonnaire de l’œil, la morphogenèse de chaque tissu est dépendante de celle de ces voisines, ainsi, un mauvais développement de la cupule optique peut entraîner des anomalies de développement dans les autres tissus de l’œil.

## Reproduction in Vitro
De nombreux travaux sont en cours dans le cadre de recherche médicale, reproduisant in vitro la formation de cupule optique.

### Reproduction de Cupule optique à partir de cellules souches embryonnaires
La cupule optique peut être formée à partir de cellules souches embryonnaires. Des travaux ayant pour objectif de recréer une cupule optique et en greffer une partie sur des souris ont été réalisés avec succès. Cela suggère que des thérapies de remplacement de cupule optique par des cupules optiques dérivants de cellules souches embryonnaires sont possibles.

### Reproduction de cupule optique à partir de cellules souches pluripotentes induites
La cupule optique peut être formée en partie à partir de cellules souches pluripotentes induites (IPS). L'utilisation d'IPS offre l'avantage éthique de ne pas utiliser de cellules embryonnaires. Cependant, l'invagination de la cupule optique, observée lors du développement in utéro ou à partir de cellules souches embryonnaires, ne se produit pas lors du développement de cupule optique à partir d'IPS.
Des travaux de greffe de rétine issu d'IPS sur des patients atteints de dégénérescence maculaire liée à l'âge sont en essais cliniques. Des études, publiées un an après la chirurgie, montrent des résultats positifs.